# 서천화력발전소
서천화력발전소(舒川火力發電所)는 충청남도 서천군 서면 마량리에 위치한 화력발전소로, 한국중부발전에서 운영하고 있다.  무연탄발전소 2기를 폐쇄하고
1,000MW 급 신서천화전이  2016년 착공 되었다

## 연혁
- 1978년 10월 : 착공[1]
- 1983년 12월 : 상업운전 개시[1]
- 1983년 12월 10일 : 서천화력의 인입 철도 노선인 간치~동백정 간 서천화력선 개통[2]
- 1984년 11월 7일 : 서천화력발전소 1,2기 준공[1]
- 2017년 6월 1일 : 가동 중단
- 2017년 9월 : 폐지 (예정)[3]

## 발전설비 현황[4]
| 발전방식      | 발전원        | 설비용량                  | 설비용량                  | 소계 (MW) |
| ------------- | ------------- | ------------------------- | ------------------------- | --------- |
| 기 력         | 무연탄        | 1, 2호기                  | 200MW × 2기               | 폐지      |
| 신재생에너지  | 태양광        | 1.2MW × 1기, 0.03MW × 1기 | 1.2MW × 1기, 0.03MW × 1기 | 1.23      |
| 설비용량 총계 | 설비용량 총계 | 1.23MW                    | 1.23MW                    | 1.23MW    |

## 증설 계획
2017년까지 운영이 예정된 기존 1,2호기를 대체하기 위해, 유연탄을 발전원으로 사용할 신서천 화력(1,000MW)의 건설이 추진중이다.

## 같이 보기
- 서천화력선